# SZMD–1

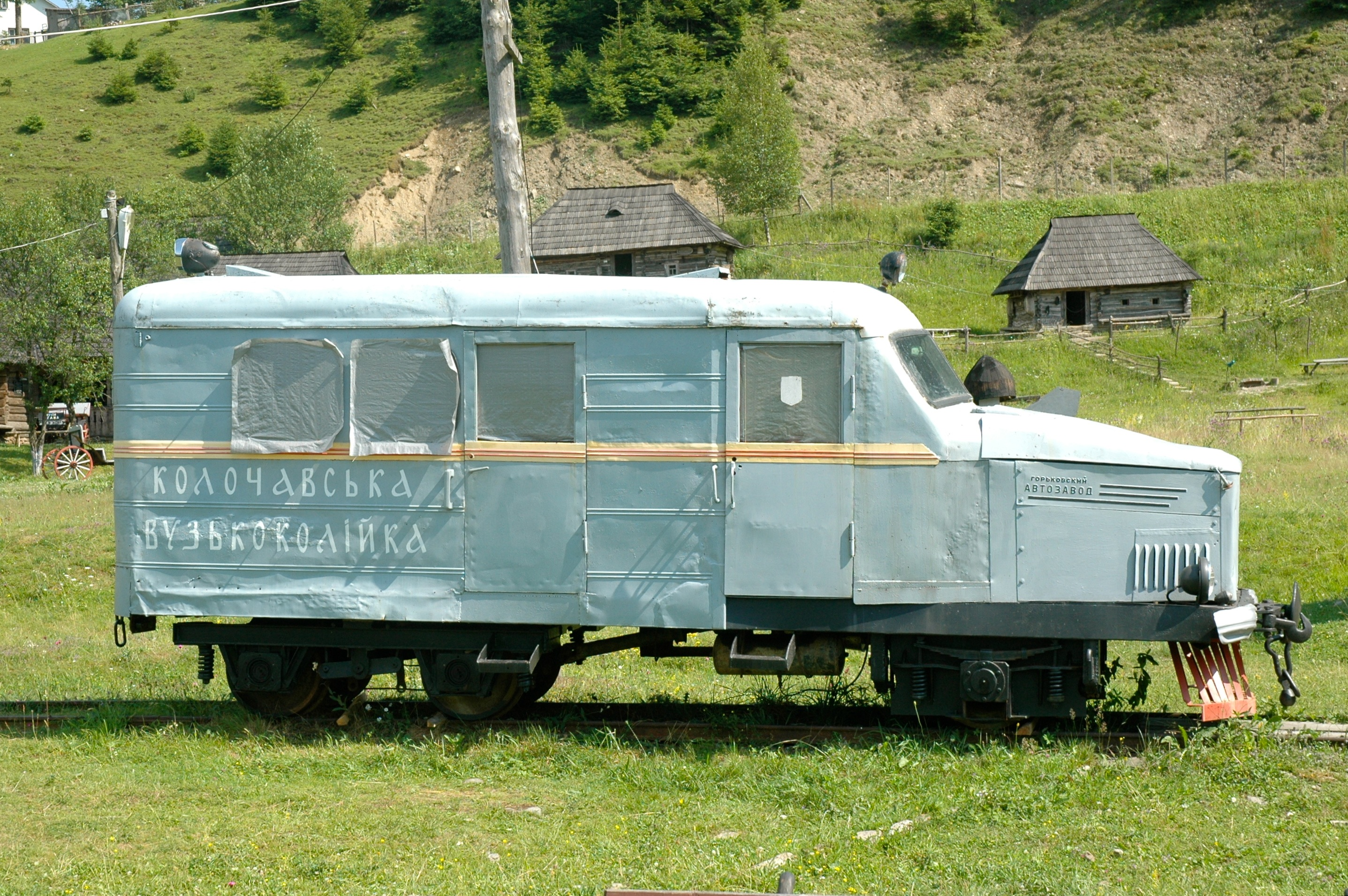
Az alsókalocsai Keskeny Nyomtávolságú Vasúti Múzeumban kiállított háromtengelyes kivitelű SZMD–1 mentő-vágánygépkocsi

Az SZMD–1 (cirill betűkkel: СМД – санитарная мотодрезина, magyar átírásban: szanyitarnaja motodrezina, magyarul: mentő-vágánygépkocsi)  az 1950-es évek elejétől az 1970-es évek közepéig gyártott szovjet keskeny nyomtávolságú mentő-vágánygépkocsi.

## Története
A járművet a gorkiji Szverdlov gyár fejlesztette ki az 1950-es évek elején. A kezdeti időszakban, 1951–1952-ben a Szverdlov gyár a kéttengelyes GMD–1 és PMD–1 utasszállító vágánygépkocsik alapján gyártotta. A Szverdlov gyár 1953-ban áttért a háromtengelyes PD–1 vágánygépkocsik gyártására, ettől kezdve az SZMD–1 is a háromtengelyes jármű alapjain készült. A vágánygépkocsi utasszállító és mentő változatában főként az utastér kialakításában volt eltérés. A PD–1 10 fő befogadására alkalmas utastere ülésekkel volt felszerelve, míg az SZMD–1 a hordágyak és az egészségügyi személyzet elhelyezésére alkalmas kialakítással készült. A PD–1-től eltérően az utaskabinon oldalanként a kettő helyett csak egy ajtó volt a jobb oldalon, valamint a hordágyak mozgatásához a kabin hátoldalán egy kétszárnyú ajtót alakítottak ki.
1954-ben a Szverdlov gyár beszüntette a vágánygépkocsik gyártását, és a PD–1 és az SZMD–1 gyártási dokumentációját átadta a Gyemidovói Gépgyárnak (DMZ), ahol 1974-ig folyt a sorozatgyártás. Az SZMD–1 gyári jelzése 52–059 volt.
1961-ben a DMZ-nél kidolgoztak egy tervet az SZMD–1 utódjának szánt SZMD–2 mentő-vágánygépkocsira. Ez a jármű az UAZ–452A katonai mentőgépkocsin alapult. Sorozatgyártására azonban nem került sor.

## Műszaki jellemzői

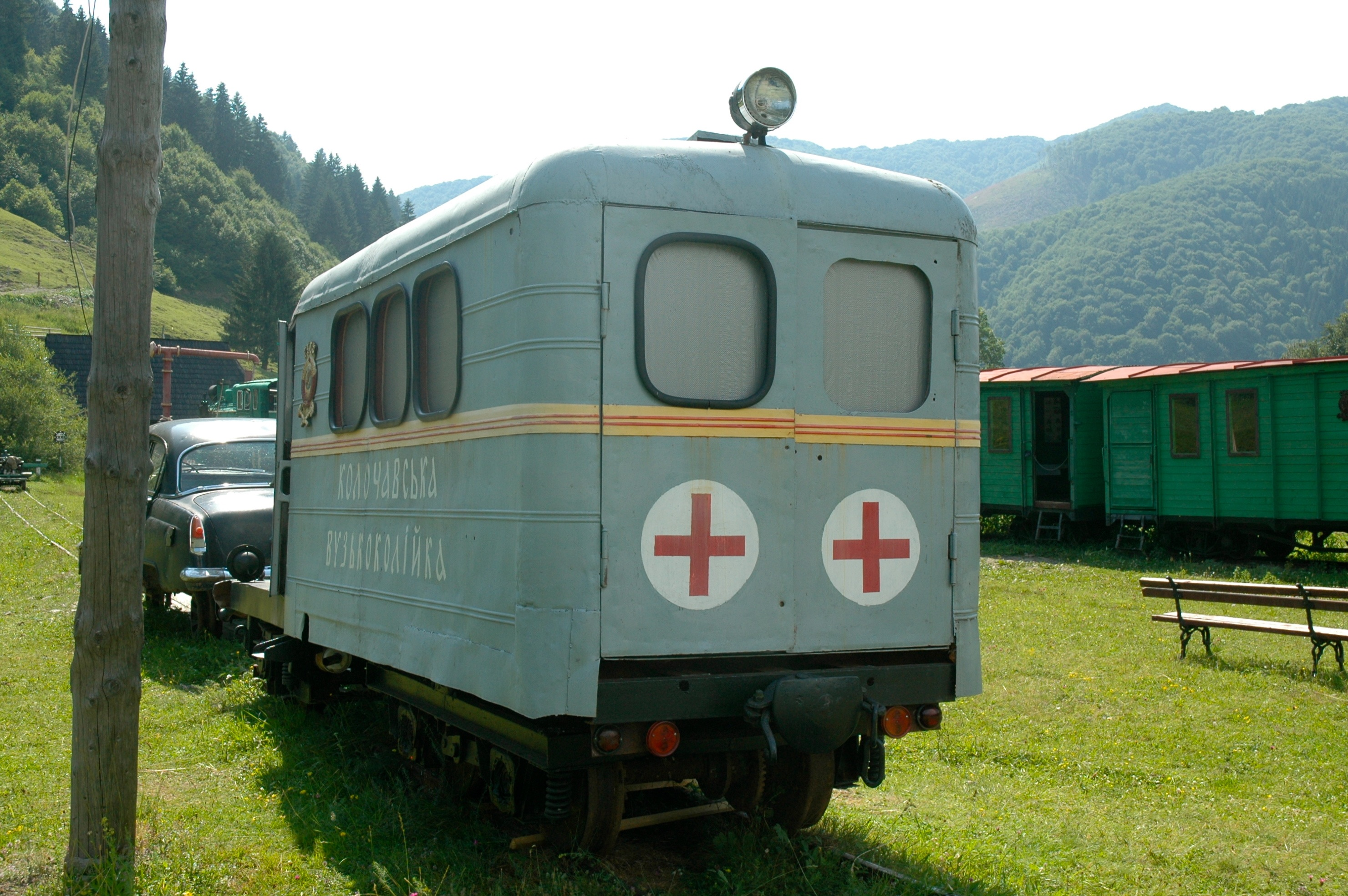
Az SZMD–1 hátulnézete. Megfigyelhető a hordágyak ki- és behelyezésére szolgáló ajtó.

A jármű a PD–1-hez hasonlóan a GAZ–51 tehergépkocsi alapjaira épült. Onnan származik az alváz, a motor és az erőátviteli és több más berendezés. A felépítmény fémből készült, a korai példányoknál szegecseléssel, a későbbieknél hegesztéssel. A felépítmény keretszerkezetét lemezborítással látták el. Belülről az utastér furnérlemez-burkolatot kapott. Az utastérben két hordágy és az egészségügyi személyzet helyezhető el. A motor az orr részben helyezkedik el. Kezdetben az 50 LE teljesítményű GAZ–MM benzinmotort, később a szintén 50 LE-s M–20, majd a 65 LE-s M–21 benzinmotort építették a járműbe. A motor a tehergépkocsin is alkalmazott tengelykapcsolón keresztül egy négyfokozatú váltóhoz kapcsolódik, melyhez irányváltó kapcsolódik. Az erőátviteli berendezésekről a nyomatékot kardántengely továbbítja a hajtott kerékpárhoz. A kéttengelyes változatnál a hátsó kerékpár (tengely) hajtott, míg a háromtengelyes változatnál forgóvázban elhelyezkedő kerékpárok közül az első hajtottt. A háromtengelyes kivitelű változathoz a szintén a DMZ által gyártott SZEP2 és SZEP2M önjáró generátorok forgóvázait használták. Az orr rész motorburkolata a GAZ–51 tehergépkocsiból származik. A jármű az irányváltó segítségével mindkét irányba képes közlekedni, de a menetirány váltására felszereltek egy hidraulikusan működtethető bakkal. A tömegközéppontban, az alváz alatt elhelyezett bakot kibocsátva a járművel fel lehet emelni a sínekről, amely így átfordítható az ellentétes menetirányba.

## Külső hivatkozások
- A PD–1 és SZMD–1 vágánygépkocsik Az Északnyugati Keskeny Nyomtávolságú Vasút honlapján (oroszul)